# شروقيون
الشروقيون أو شروگيون أوالشروگ أو شروگية كما تلفظ في اللهجة العراقية العامية هي كلمة تستعمل في العراق تعني الشرقيين وترمز إلى فئة اجتماعية مكونة من الجنوبيين العراقيين سكنوا في الصرائف والأكواخ الطينية العشوائية على أطراف مدينة بغداد العاصمة، ويُستعمل أحيانا لفظ الشروكية ذمًّا وإهانة، وهي لفظة عنصرية وسياسية مقيتة تطلق على سكان خلف السدة سابقا واسمها مدينة الصدر حالياً ومنطقة الكسرة والشعلة، وتعني القادم من الشرق.

## أصل التسمية
ترجع التسمية الشروقيين والمشتقة من كلمة الشروق أي جهة الشرق؛ وهذه التسمية أطلقتها قبائل الفرات الأوسط على قبائل شرق نهر دجلة حيث كانت قبائل الفرات تنظر إلى قبائل شرق دجلة نظرة لا تخلو من الدونية حيث أن قبائل الفرات الأوسط تعتبر أن قبائل دجلة قد انحرفت عن سجاياها البدوية وتغيرت تقاليدهم وعاداتهم ويعود هذا التغير إلى أن قبائل دجلة قد انقطعت صلتها بالبداوة كما أنها أكثر اتصالاً بالحكومات المتعاقبة وإضافة إلى ترددها على المدن وامتزاجها مع الخليط.
يحتمل أن بؤس هذه الفئة وفقرها المدقع أحد أسباب ثورة 14 تموز 1958. ويقدر عددهم عام 1958 بحوالي 100 ألف نسمة، وهم في الأغلب من طائفة الشيعة هاجروا من ما كان يعرف بلواء العمارة العشائري 
أصبح للشروقيين مؤخراً أهمية اجتماعية كبيرة إذ أنهم يؤلفون الأكثرية بين المهاجرين من الريف إلى المدن ويعزى هذا إلى ضعف نسبي للروابط القبلية في قبائل دجلة.
هذا وما زال أهل العراق يطلقون لفظة «شروك» و«شروكية» على جماعة من العرب هم من سكان «لواء العمارة» والأهوار في الغالب، وينظرون اليهم نظرة خاصة، ولهذه التسمية علاقة بالتسمية القديمة. ويستعمل أهل العراق في الوقت الحاضر لفظة أخرى، هي «الشرجية»، أي «الشرقية»، ويقصدون بها جهة المشرق. وتقابل لفظة «بني قديم» في العبرانية، وهي من بقايا المصطلحات العراقية القديمة التي تعبر عن مصطلح «شركوني» و«بني قديم». وللباحثين تفسير ثانٍ لسبب تسميتهم شروكية هو ما اعتاد عليه أهل العراق في الماضي والحاضر على تسمية الجنوب شرقاً، فهم يسمّون الريح الجنوبية الحارة «هوا شرجي، أي: شرقي» كما يسمّون الريح الشمالية الباردة «هوا غربي»، وهم يُسمّون أهل الجنوب (الشرجية أو الشروكية) والمقصود بهم سكنة الشرق أي جنوب العراق.

## وصلات خارجية
- معنى شروقيون